# HD179761
HD179761 — хімічно пекулярна зоря спектрального класу
B8 й має  видиму зоряну величину в смузі V приблизно  5,1.
Вона  розташована на відстані близько 640,8 світлових років від Сонця.

## Фізичні характеристики
Зоря HD179761 обертається порівняно повільно навколо своєї осі. Проєкція її екваторіальної швидкості на промінь зору становить  Vsin(i)= 16км/сек.

## Пекулярний хімічний склад
Зоряна атмосфера HD179761 має підвищений вміст Hg.

## Магнітне поле
Спектр даної зорі вказує на наявність магнітного поля у її зоряній атмосфері.
Напруженість повздовжної компоненти поля оціненої з аналізу
крил ліній Бальмера становить  479,5± 238,0 Гаус.